# Athylia gressitti
Athylia gressitti là một loài bọ cánh cứng trong họ Cerambycidae.